# Hieronymus Wierix
Hieronymus Wierix (Antwerpen, 1553 – aldaar, november 1619) was een Zuid-Nederlands prentmaker, tekenaar graveur en uitgever. Wierix staat bekend om zijn reproductiegravures van bekende kunstenaars zoals die van Albrecht Dürer. 

## Biografie
Hieronymus was de zoon van Anton Wierix I (c.1520-1572), een onbekende schilder en meubelmaker. Zijn broers Anton II en in het bijzonder Johannes zouden, net als Hieronymus, ook uitgroeien tot bekende graveurs. Vermoedelijk hebben de broers de kunst van het graveren geleerd bij een goudsmid. Johannes en Hieronymus ontwikkelde een verfijnde methode geschikt voor portretten en kleinere illustraties. De gravure van het portret van Catherine Henriette de Balzac d’Entragues door Hieronymus wordt gezien als een voorbeeld van zijn uitzonderlijke vakmanschap.
In 1572 werd hij toegelaten tot het Sint-Lucasgilde in Antwerpen. 
Gravures van Wierix werden onder andere uitgegeven door de boekdrukker Christoffel Plantijn. Uit correspondentie van Plantijn zou blijken dat Hieronymus hoge artistieke eisen had aan de voorgestelde ontwerpen voor zijn gravures. Daartegenover stond Hieronymus bekend om zijn ongeregeld gedrag van overmatig drinken, geld problemen en het niet afronden van betaalde opdrachten. Ook heeft Hieronymus twee jaar in de gevangenis gezeten voor het dodelijk verwonden van een vrouw, in 1580 werd hem hiervoor gratie verleend. 

## Galerij

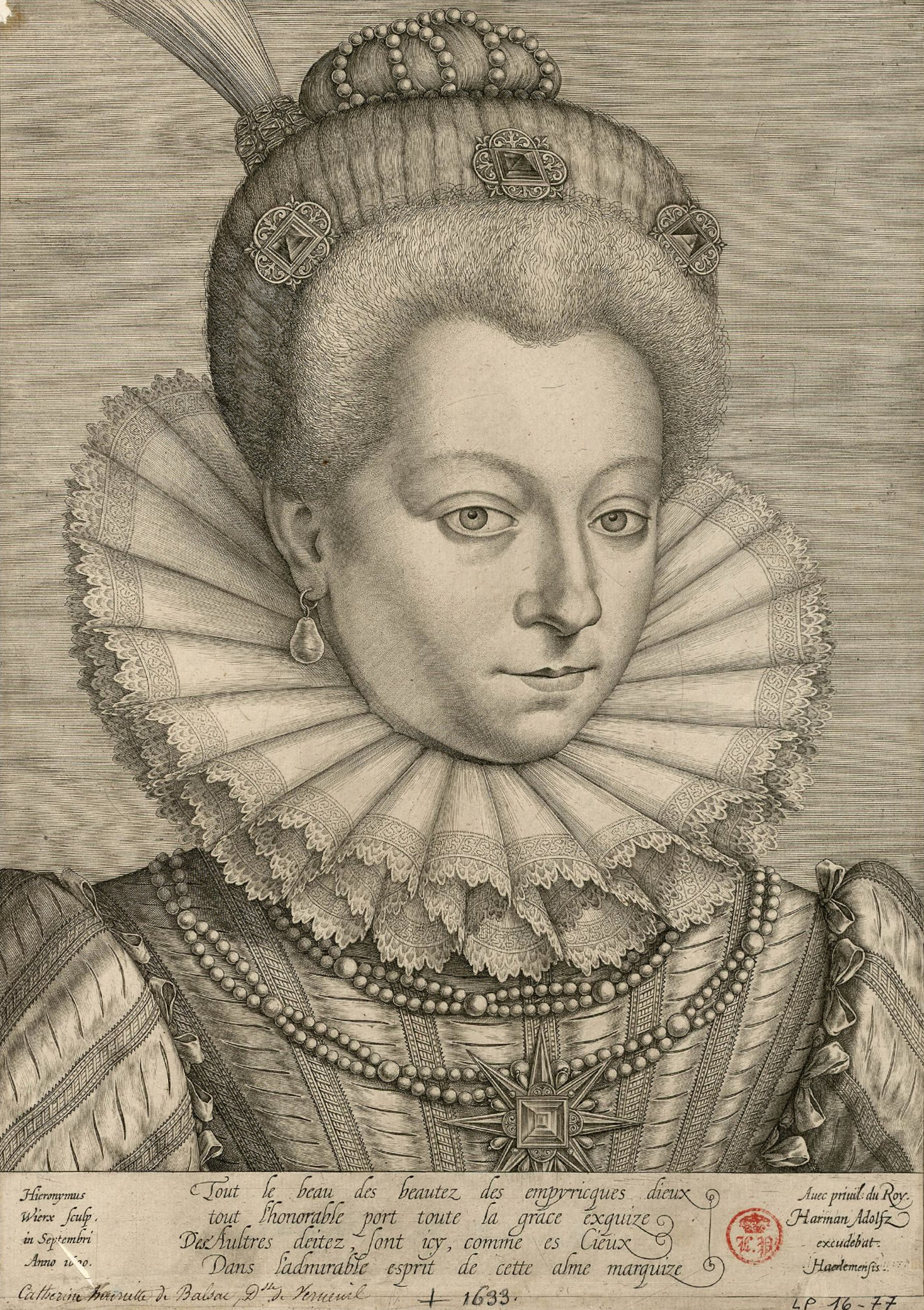
Catherine Henriette de Balzac d’Entragues (1600)
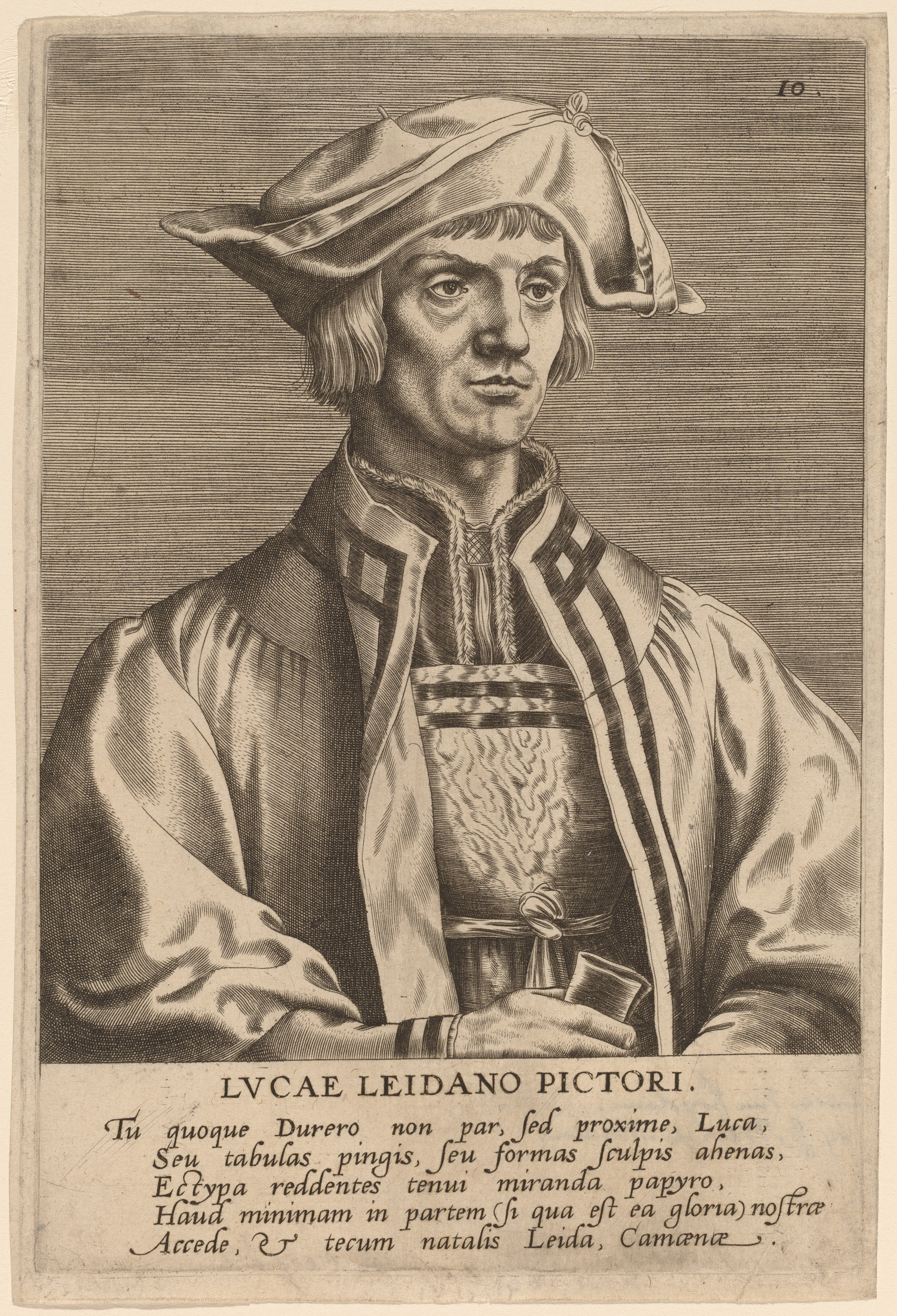
Lucas van Leyden
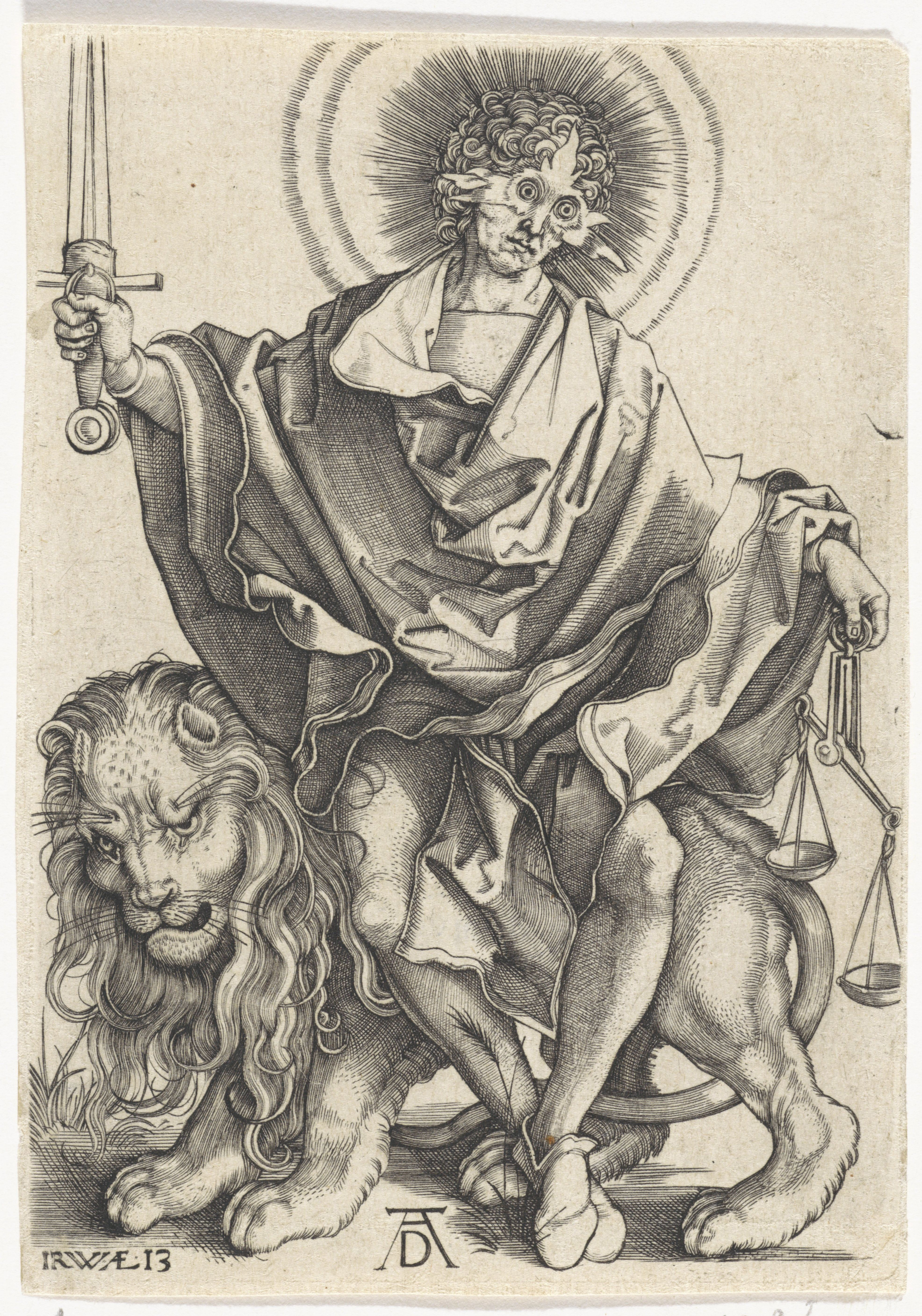
Sol Justitiae naar Albrecht Dürer
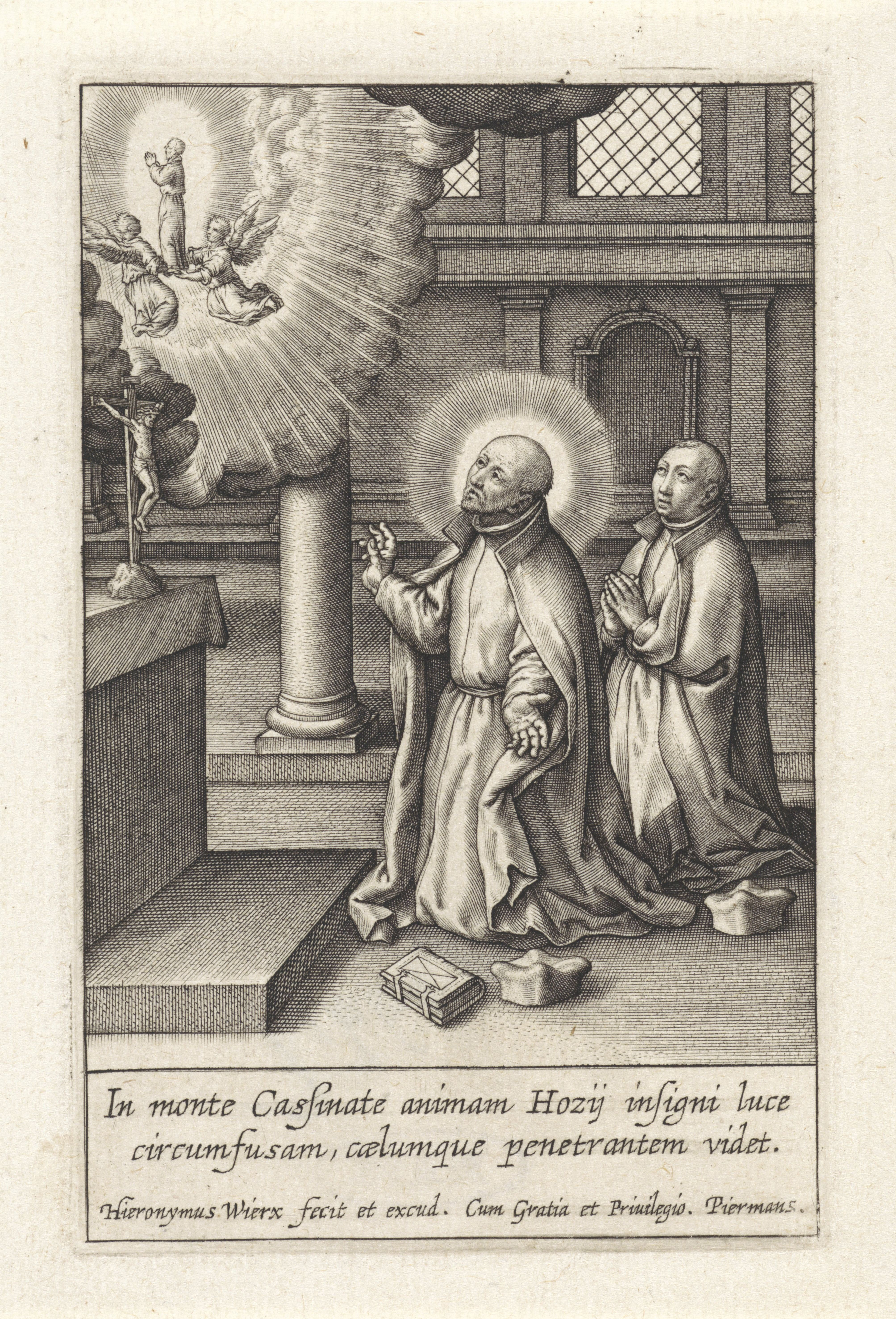
Ignatius van Loyola ziet de ziel ten hemel gaan van Diego Hoces

- Auckland Art Gallery Toi o Tāmaki: 575
- Biblioteca Nacional de España: XX1307229
- Bibliothèque nationale de France: cb122448463 (data)
- Biografisch Portaal: 38779057
- Stuttgart Database of Scientific Illustrators 1450–1950: 11909
- Gemeinsame Normdatei: 119314851
- International Standard Name Identifier: 0000 0001 0788 6359
- KulturNav: 11495395-9afd-4ac8-9a98-4cb3224d1171
- Library of Congress Control Number: nr96038520
- National Gallery of Victoria: 5456
- Nationale Bibliotheek van Tsjechië: ola2009522868
- Nationale Bibliotheek van Israël: 987007291942605171
- Nederlandse Thesaurus van Auteursnamen: 089569725
- RKD-Nederlands Instituut voor Kunstgeschiedenis: 84225
- SNAC: w6vm73rj
- Système universitaire de documentation: 031184162
- Union List of Artist Names: 500025214
- Virtual International Authority File: 121830958
- WorldCat: E39PBJycKcFfkBYvXbPR6JQH4q